# Nadiejewo (rejon wołogodzki)
Nadiejewo (ros. Надеево) – wieś w Rosji, w rejonie wołogodzkim obwodu wołogodzkiego. W 2010 r. liczyła 1594 mieszkańców.